# ТЕС Кусіле
ТЕС Кісуле — теплова електростанція на північному сході Південно-Африканської Республіки. Знаходиться в провінції Мпумаланга за 60 км на схід від Преторії, поруч з ТЕС Кендал.
Станція стала однією з двох (поряд з ТЕС Медупі) нових вугільних ТЕС, котрі вирішили спорудити в ПАР наприкінці 2000-х років. Будівельні роботи почались у 2008-му та протікали з певними затримками, а синхронізація першого з шести енергоблоків з мережею відбулась у 2017 році. ТЕС належить до конденсаційних станцій та складається з обладнаних паровими турбінами шести блоків потужністю по 800 МВт.
З метою економії водних ресурсів ТЕС Кісуле обладнана системою сухого охолодження, при цьому вона є найпотужнішим об'єктом такого типу у світі, незначно випереджаючи згадану вище станцію Медупі.
Постачання необхідного для роботи станції палива здійснюватиметься з розташованої поряд копальні компанії Anglo Inyosi Coal в об'ємах 17 млн тонн на рік.